# Werben (Elbe)
Werben (Elbe) is een gemeente in de Duitse deelstaat Saksen-Anhalt, en maakt deel uit van de Landkreis Stendal.
Werben (Elbe) telt 1.017 inwoners.

## Indeling gemeente
De gemeente bestaat uit de volgende delen:
- Behrendorf, Gemeindeteil
- Berge, Ortsteil
- Giesenslage, Ortsteil
- Neuwerben, Gemeindeteil
- Roggehof, Gemeindeteil
- Räbel, Ortsteil
- Werben (Elbe), Hansestadt

Aland ·
Altmärkische Höhe ·
Altmärkische Wische ·
Arneburg ·
Bismark (Altmark) ·
Eichstedt (Altmark) ·
Goldbeck ·
Hassel ·
Havelberg ·
Hohenberg-Krusemark ·
Iden ·
Kamern ·
Klietz ·
Osterburg (Altmark) ·
Rochau ·
Sandau (Elbe) ·
Schollene ·
Schönhausen (Elbe) ·
Seehausen (Altmark) ·
Stendal ·
Tangerhütte ·
Tangermünde ·
Vinzelberg ·
Werben (Elbe) ·
Wust-Fischbeck ·
Zehrental